# Otto Recknagel (Maler)

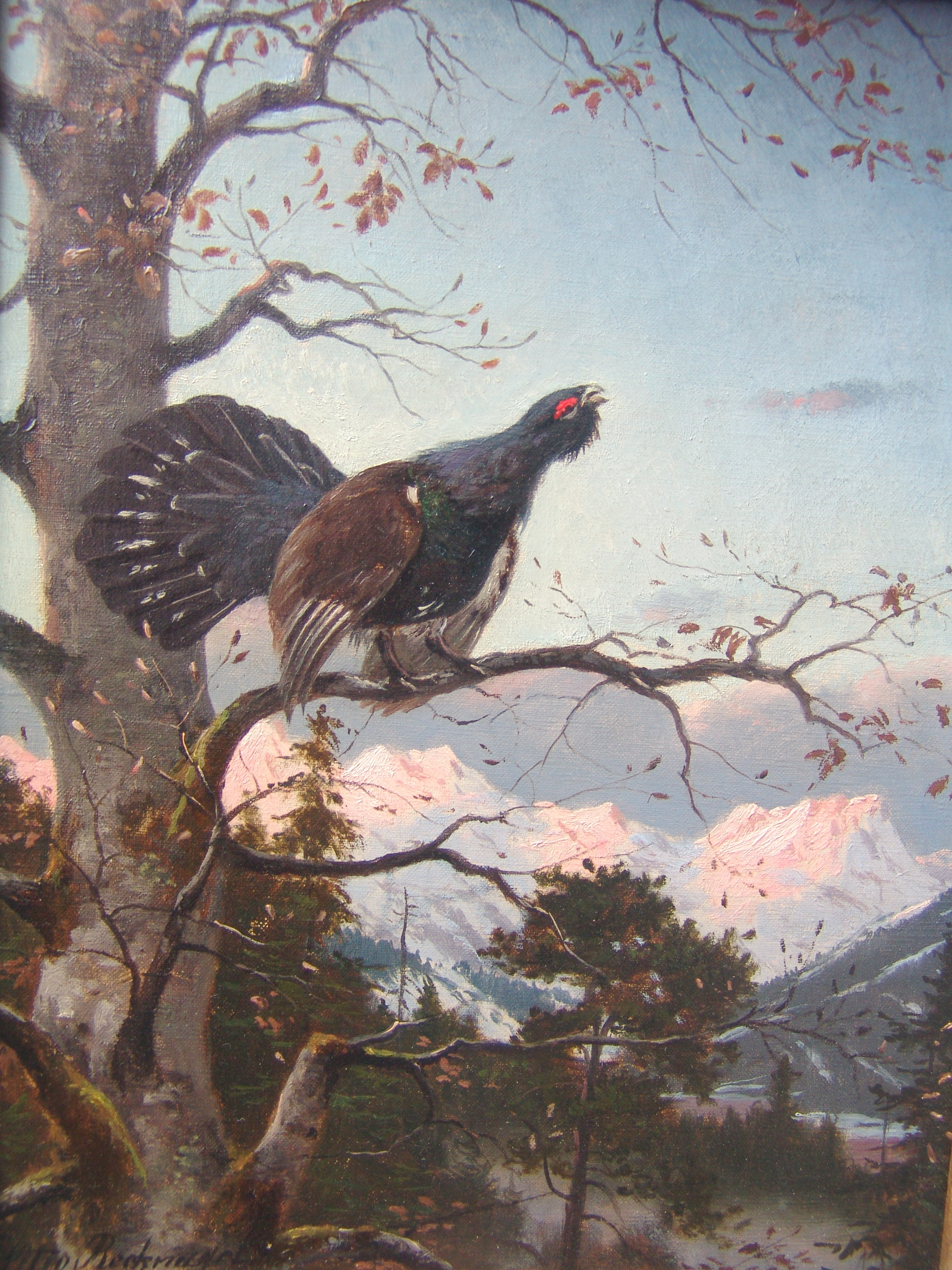
Balzender Auerhahn vor Gebirgskulisse

Otto Recknagel (* 7. März 1845 in Eisfeld; † 25. Mai 1926 in München) war ein deutscher Jagdmaler und herzoglich Coburgscher Hofmaler.

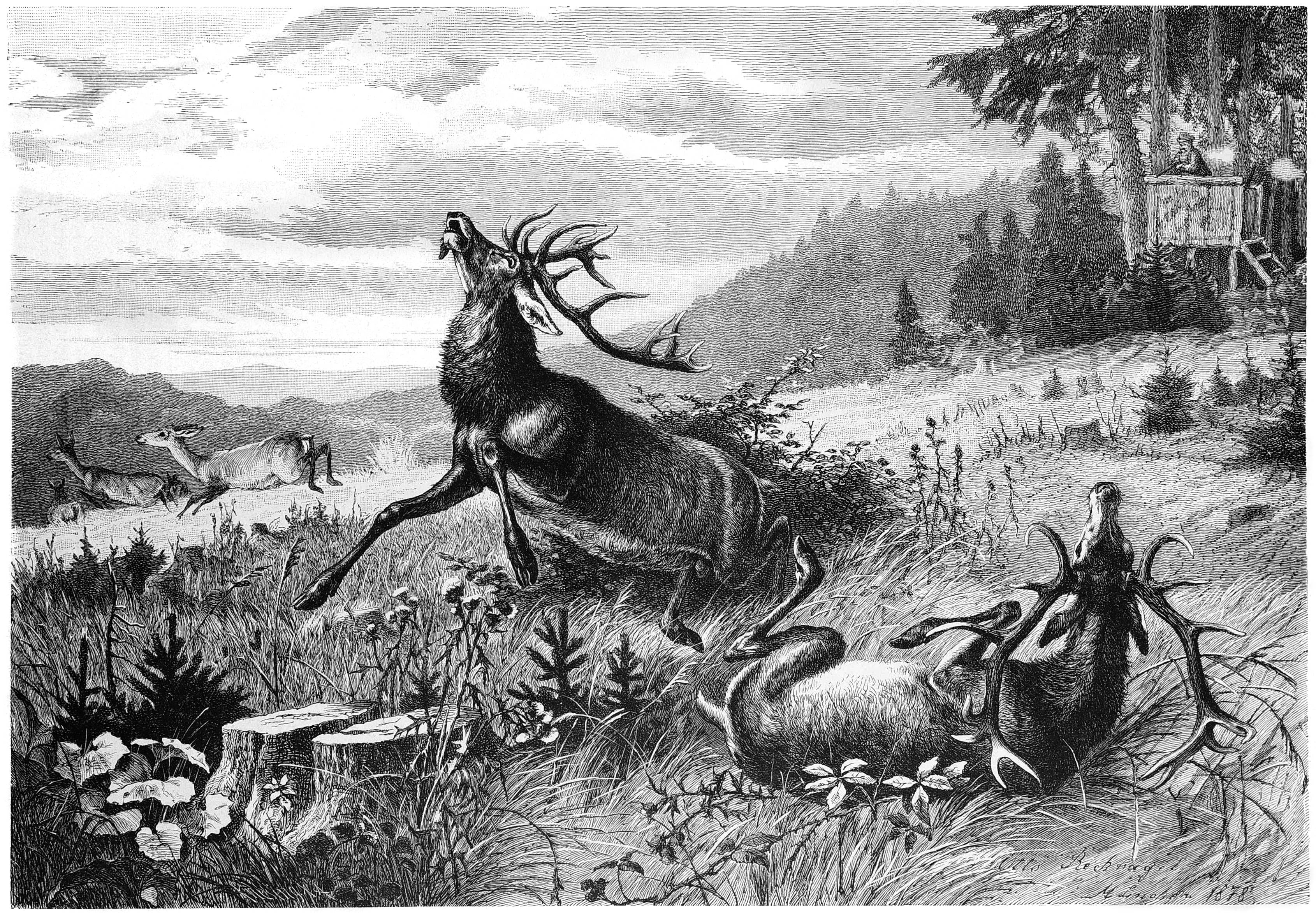
Die Gartenlaube (1878) b 733

## Leben
Nach dem Besuch der Kunstgewerbeschule in Nürnberg bei Karl Raupp studierte er ab 1862 an der Akademie in München bei Alexander Strähuber und Hermann Anschütz. Recknagel malte fast ausschließlich Jagd- und Gebirgsmotive, seine Tierdarstellungen sind meist in realistische Landschaften komponiert. 
Ab 1868 beschickte er den Münchner Kunstverein und hatte darüber hinaus Ausstellungen im Münchner Glaspalast und war ab 1876 Mitglied der Münchner Künstlergenossenschaft. Neben Ausstellungen in München fanden sich seine Jagdbilder regelmäßig auf Ausstellungen in Wien, Düsseldorf, Berlin, Hannover und Nürnberg. Seine Grafiken wurden in der Illustrieren Die Gartenlaube veröffentlicht. Recknagel lebte in der Bothmerstraße im Münchner Stadtteil Neuhausen, wo er auch 1926 verstarb.

### Coburgscher Hofmaler
Die Jagddarstellungen erfreuten sich großer Beliebtheit, in den 1880er Jahren wurde er von Herzog Ernst II. von Sachsen-Coburg zum Hofmaler ernannt, 1892 verlieh ihm der Herzog den Professorentitel. Daneben bestanden auch private Verbindungen mit der herzoglichen Familie Sachsen-Coburg. Recknagel war selbst passionierter Jäger und war 40 Jahre lang Jagdgast bei Herzog Ernst II., aber auch Prinz Ludwig August und Prinz Philipp, Majoratsherr der Koháry-Linie, luden Recknagel regelmäßig zu Jagden auf ihren Besitzungen in der Steiermark und in Ungarn ein. Ferdinand von Bulgarien zeichnete Recknagel mit dem bulgarischen Verdienstorden aus.
Von 1885 bis 1888 arbeitete er im Auftrag von Prinz Ludwig August von Sachsen-Coburg an der Ausstattung von Schloss Schladming, seine Werke sind bis heute dort erhalten.